# バンドギャップ・リファレンス
バンドギャップ・リファレンス（Bandgap reference）は、集積回路において広く用いられている基準電圧回路の一種である。一般的に出力電圧は、1.25Vであり、これはシリコンのバンドギャップエネルギーに起因する。